# Luca Bernardi
Luca Bernardi (* 29. August 2001 in San Marino) ist ein san-marinesischer Motorradrennfahrer.

## Statistik

### Erfolge
- 2017 – Italienischer Supersport-300-Meister auf Yamaha
- 2020 – Italienischer Supersport-Meister auf Yamaha

### In der Superbike-Weltmeisterschaft
(Stand: 24. April 2022)
| Saison | Team                    | Motorrad             | Rennen | Siege | Zweiter | Dritter | Poles | Schn. Runden | Punkte | Ergebnis |
| ------ | ----------------------- | -------------------- | ------ | ----- | ------- | ------- | ----- | ------------ | ------ | -------- |
| 2022   | Barni Spark Racing Team | Ducati Panigale V4 R | 6      | –     | –       | –       | –     | –            | 6      | 20.      |
| Gesamt | Gesamt                  | Gesamt               | 6      | 0     | 0       | 0       | 0     | 0            | 6      |          |

### In der Supersport-Weltmeisterschaft
| Saison | Team      | Motorrad       | Rennen | Siege | Zweiter | Dritter | Poles | Schn. Runden | Punkte | Ergebnis |
| ------ | --------- | -------------- | ------ | ----- | ------- | ------- | ----- | ------------ | ------ | -------- |
| 2021   | CM Racing | Yamaha YZF-R 6 | 14     | –     | 3       | 2       | 1     | –            | 161    | 9.       |
| Gesamt | Gesamt    | Gesamt         | 14     | 0     | 3       | 2       | 1     | 0            | 161    |          |

### In der Supersport-300-Weltmeisterschaft
| Saison | Team           | Motorrad      | Rennen | Siege | Zweiter | Dritter | Poles | Schn. Runden | Punkte | Ergebnis |
| ------ | -------------- | ------------- | ------ | ----- | ------- | ------- | ----- | ------------ | ------ | -------- |
| 2017   | MotorZenit     | Yamaha YZF-R3 | 2      | –     | –       | –       | –     | –            | 9      | 24.      |
| 2018   | Team Trasimeno | Yamaha YZF-R3 | 8      | –     | –       | –       | –     | –            | 30     | 17.      |
| Gesamt | Gesamt         | Gesamt        | 10     | 0     | 0       | 0       | 0     | 0            | 39     |          |